# Xoridesopus infuscatus
Xoridesopus infuscatus är en stekelart som beskrevs av Gupta 1983. Xoridesopus infuscatus ingår i släktet Xoridesopus och familjen brokparasitsteklar. Inga underarter finns listade i Catalogue of Life.